# جون یاناگیساوا
جون یاناگیساوا (انگلیسی: Jun Yanagisawa؛ زادهٔ ۲۷ ژوئن ۱۹۸۷) بازیکن فوتبال اهل ژاپن است.
از باشگاه‌هایی که در آن بازی کرده‌است می‌توان به باشگاه فوتبال کاشیوا ریسول و باشگاه فوتبال ساگان توسو اشاره کرد.